# Hebbalu
Hebbalu é uma vila no distrito de Mysore, no estado indiano de Karnataka.

## Demografia
Segundo o censo de 2001, Hebbalu tinha uma população de 1471 habitantes. Os indivíduos do sexo masculino constituem 52% da população e os do sexo feminino 48%. Hebbalu tem uma taxa de literacia de 71%, superior à média nacional de 59,5%: a literacia no sexo masculino é de 72% e no sexo feminino é de 71%. Em Hebbalu, 18% da população está abaixo dos 6 anos de idade.